# Direito do trabalho no Brasil
Direito do trabalho, ou direito laboral, é o conjunto de normas jurídicas que regem as relações entre empregados e empregadores, e os direitos resultantes da condição jurídica dos trabalhadores. Direito do trabalho no Brasil se refere ao modo como o Estado brasileiro regula as relações de trabalho e as normas e conceitos importantes para o seu entendimento. As normas do direito do trabalho brasileiro estão regidas pela Consolidação das Leis do Trabalho (CLT), pela Constituição Federal e por várias leis esparsas (como a lei que define o trabalho do estagiário, dentre outras).

## Natureza jurídica
O tema da classificação do direito do trabalho brasileiro não é ponto pacífico entre os doutrinadores. A corrente majoritária entende que ele faz parte do direito privado, uma vez que se trata da relação entre partes privadas: patrão e empregado. Porém, o direito do trabalho tem hoje várias regras cogentes (de caráter público) visando a garantir os direitos mínimos do trabalhador ante o empregador. Essas regras públicas existem em virtude da doutrina do intervencionismo básico do Estado que busca proteger o empregado, elo mais fraco da relação. Esse intervencionismo faz alguns defenderem uma natureza jurídica mista (ou seja, de direito parcialmente privado e parcialmente público) para este ramo do direito que mescla tanto de normas públicas quanto privadas. Outros vão mais longe e entendem que a livre manifestação das vontades foi substituída, no direito do trabalho, pela vontade do Estado e esse teria, portanto, caráter de direito público. Finalmente, há também uma corrente que liga o direito do trabalho ao direito social, enfatizando a coletivização do direito. De qualquer modo, a tese de que este ramo do direito seria parte do direito privado permanece sendo a que prevalece no direito brasileiro.

## Fontes

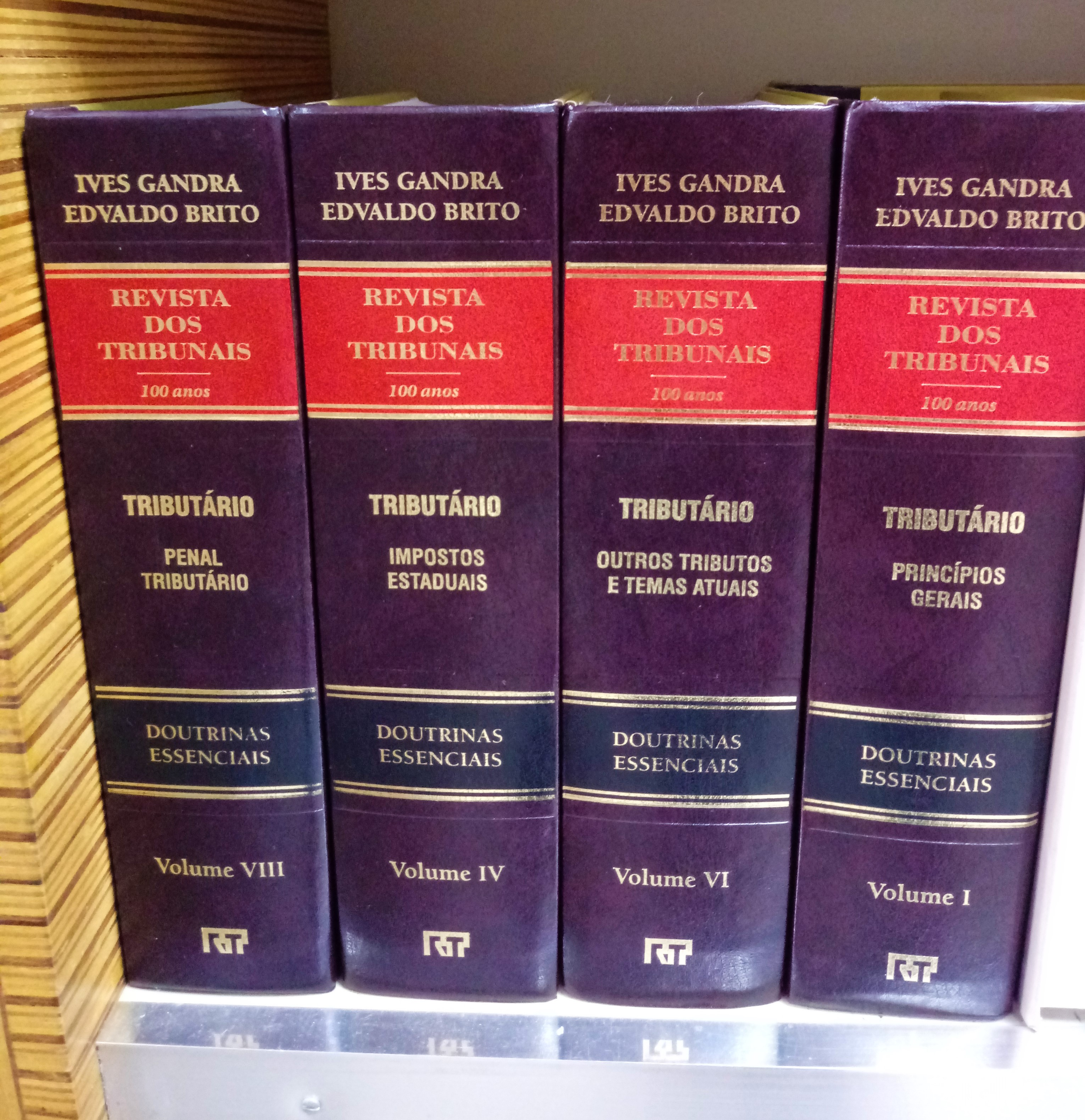
Obras de literatura tributária com base nas fontes da área.

## Princípios
O direito do trabalho brasileiro se vale de alguns princípios básicos que norteiam a confecção, interpretação e aplicação das normas trabalhistas. Entre eles está o princípio da proteção, que se divide em três: sub princípio do in dubio pro operario; sub princípio da aplicação da norma mais favorável; e sub princípio da condição mais benéfica. Também temos como princípios importantes: o princípio da irrenunciabilidade de direitos; o princípio continuidade da relação de emprego; o princípio da inalterabilidade contratual lesiva; o princípio da primazia da realidade; e o princípio da intangibilidade salarial.

### O princípio da proteção

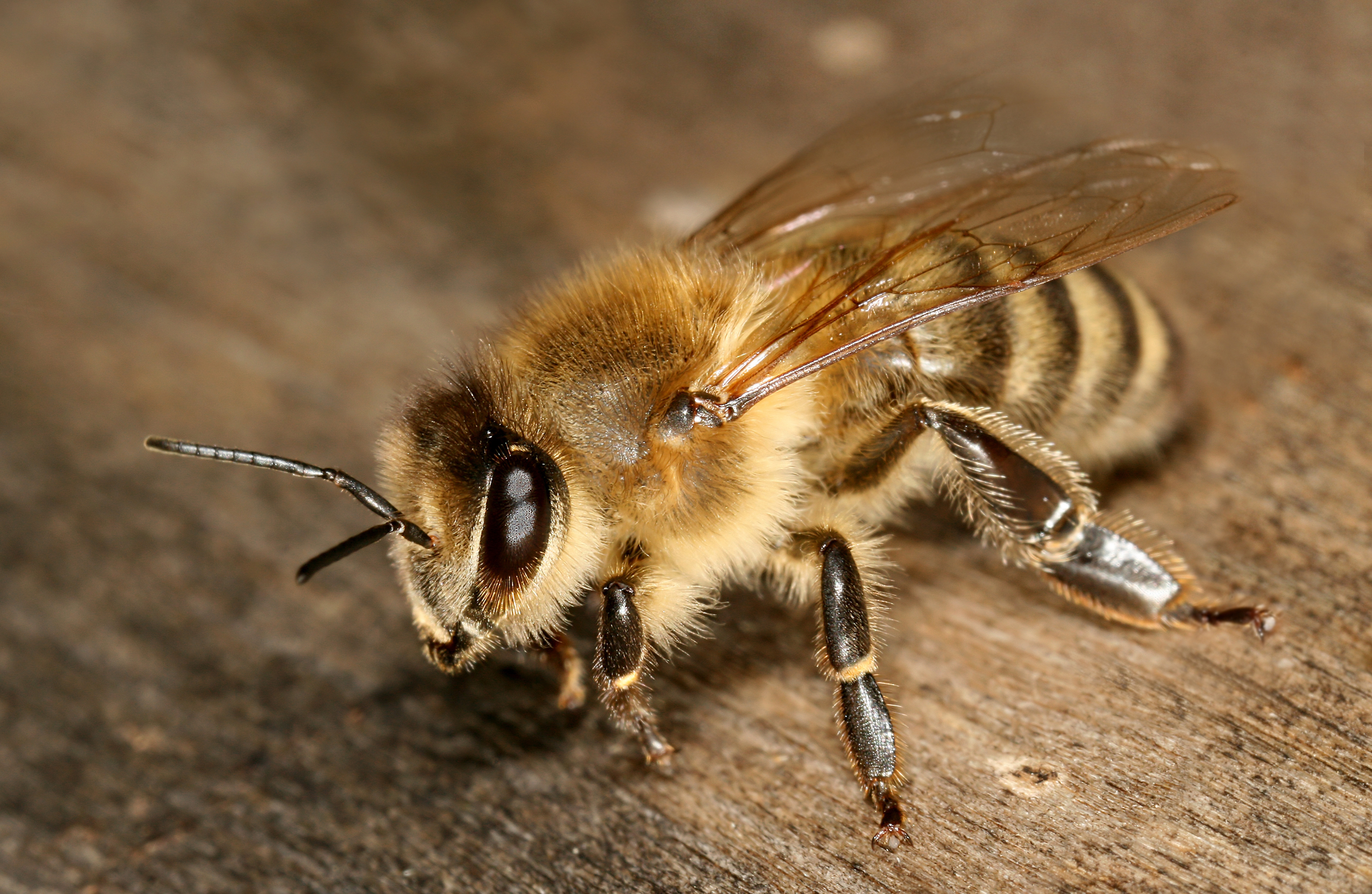
A maior parte dos princípios do direito do trabalho brasileiro visam a dar suporte ao empregado.

O trabalhador é o elo mais fraco de relação trabalhista, (costuma-se dizer que ele é hipossuficiente). O empregado recebe, portanto, proteção jurídica especial por parte do Estado. Essa proteção se assenta na ideia de justiça distributiva, que atenta para a produção de uma igualdade material (e não somente formal) entre as partes. Esse princípio se divide em três sub princípios, que veremos a seguir:
- Princípio in dubio pro operario ou in dubio pro misero: estabelece que, quando há dúvidas acerca de como determinada norma deve ser entendida, deve prevalecer a interpretação legal mais favorável ao empregado. Deve-se observar que este princípio regula o direito material, não o direito processual. Exemplificando: num processo trabalhista esse princípio não se aplica quando surgem dúvidas acerca da consistência das provas, mas, de fato, se aplica se surgirem dúvidas na interpretação adequada de uma lei laboral.[7]
- Princípio da aplicação da norma mais favorável: aqui se indica que, entre as múltiplas normas existentes no ordenamento jurídico, aquela mais favorável ao trabalhador é a que deve ser usada. No contexto do direito do trabalho, essa forma de escolher a norma a ser aplicada se sobrepõe aos critérios tradicionalmente usados para resolver a colisão de normas no direito brasileiro, (como a escolha da lei de maior hierarquia).[8]
- Princípio da condição mais benéfica: as condições mais favoráveis que já constaram no contrato de trabalho e no regulamento da empresa durante o tempo de serviço do empregado são sempre as que de fato valem. Desse modo, quando surge uma nova regra menos favorável, ela não se aplica aos que já trabalharam sob as diretrizes anteriores, (mas pode regular o trabalho de contratados futuros). Se a mudança resultar em qualquer prejuízo para o trabalhador esta será inválida, mesmo que o empregado tenha concordado com ela.[9]

### Outros princípios importantes
- Princípio da irrenunciabilidade de direitos: os direitos garantidos pelo estado ao trabalhador na CLT são irrenunciáveis, indisponíveis e inderrogáveis. Não há contrato ou acordo que possa tornar esses direitos inefetivos. Essa medida visa a evitar que o poder econômico dos empregadores possa pressionar ou até coagir o trabalhador a abdicar de seus direitos.[10]
- Princípio da continuidade da relação de emprego: o pressuposto numa relação de emprego (que é o tipo mais comum de relação de trabalho) é que ela terá continuidade ao longo do tempo. Em regra, portanto, os contratos são pactuados por prazo indeterminado. Só são permitidos contratos temporários em situações excepcionais, todas elas previstas em lei.[11]
- Princípio da primazia da realidade: em direito do trabalho, os fatos concretos do dia a dia laboral prevalecem sobre o conteúdo de documentos para estabelecer os efeitos jurídicos da relação trabalhista. A verdade dos fatos, verdade real, prevalece sobre a verdade formal.[11] Obviamente que nesse caso é necessário que se faça prova de tais fatos, para desconstituir o valor probandi dos documentos.
- Princípio da inalterabilidade contratual lesiva: contratos não podem ser modificados de nenhuma forma que prejudique o trabalhador. Mesmo que o trabalhador esteja consentindo com as alterações, elas serão inválidas (CLT, art. 468).[12]
- Princípio da intangibilidade salarial: há uma série de dispositivos legais que buscam proteger o salário do empregado ante possíveis interesses do empregador, dos credores do empregado e dos credores do empregador. Decorrente desse princípio temos o princípio da irredutibilidade salarial, estabelecido atualmente na própria CF/1988 (art. 7.o, VI). Essa irredutibilidade não é absoluta: a Constituição permite a redução temporária de salários mediante acordo ou convenção coletiva.[13]
- Princípio da substituição automática das cláusulas nulas: As cláusulas contratuais que não observam o estatuto social legal de direitos dos trabalhador são automaticamente substituídas pelas condições de trabalho mínimas estabelecidas pela norma estatal. Assim, as cláusulas contratuais nulas dão espaço as cláusulas legais, naquilo que forem prejudiciais ao empregado. [carece de fontes?]

## Relação de trabalho e relação de emprego
Nesse contexto, trabalho é gênero enquanto emprego é espécie. Todo emprego é trabalho, mas nem todo vínculo jurídico de trabalho é um emprego. As relações de trabalho podem se dar de muitas formas.
Há a relação de trabalho autônomo, onde é o próprio trabalhador que assume os riscos do empreendimento: ainda que preste serviços para outrem, o sujeito dessa relação está, na verdade, trabalhando para o próprio empreendimento.
Há também a relação de trabalho avulso, que é um tipo especial de trabalho autônomo disciplinado pela Lei 8.630/1993 e que caracteriza em especial o trabalho dos estivadores e outras atividades portuárias.
Temos ainda a relação de trabalho eventual, que se caracteriza por ser realizada sem pessoalidade e profissionalidade, no que popularmente é chamado de “bico”. Outra relação de trabalho que não é de emprego é a relação de trabalho institucional, que é própria dos funcionários públicos estatutários.
O estágio e o trabalho voluntário são também relações de trabalho que não são consideradas empregos.
Finalmente temos a relação de trabalho subordinado, que é justamente a relação de emprego. Entre todas as modalidades de trabalho esta é a mais comum e importante. Ela tem características específicas definidas pela legislação e pela doutrina.

### Características da relação de emprego

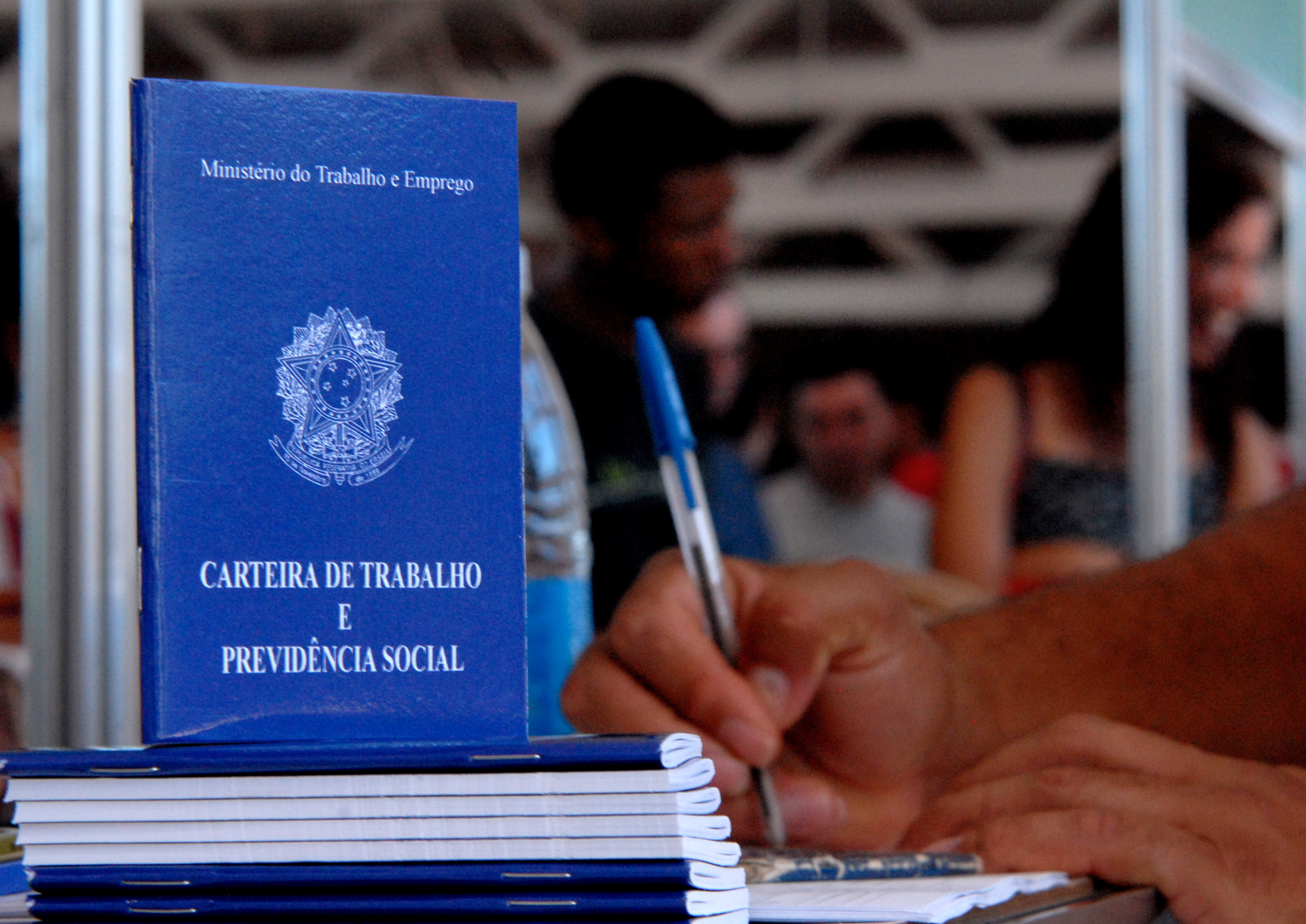
A carteira de trabalho.

Os pontos que diferenciam a relação jurídica de emprego de outras forma de trabalho podem ser resumidas em: trabalho por pessoa física, pessoalidade, não-eventualidade, onerosidade, subordinação e alteridade. Sendo a subordinação jurídica o requisito central da relação. Vejamos o que cada um desses termos representa:
- Trabalho por pessoa física: indica que o empregado não pode ser uma empresa ou outra pessoa jurídica.
- Pessoalidade: a prestação do serviço é incumbência de uma pessoa específica, cuja substituição é relevante.
- Não-eventualidade: o serviço é prestado de forma contínua, reiterada, permanente ou constante, e não se esgota com a própria execução.
- Onerosidade: a prestação de serviço não é gratuita, e é contraprestada em dinheiro ou outras formas de pagamento.
- Subordinação jurídica: o empregado não controla a forma da prestação de serviço, que se insere na estrutura da atividade econômica desenvolvida pelo empregador.
- Alteridade: o serviço é prestado para outrem, que, este sim, assume os riscos do empreendimento.

Ressalte-se que a exclusividade não é elemento da relação de emprego. Deste modo, o fato de o trabalhador prestar serviços para mais de um tomador não impede a existência de vínculo empregatício com um ou ambos os tomadores.

## Ampliação da competência da justiça do trabalho
A Emenda Constitucional 45 de 2004 trouxe uma modificação importante para a justiça do trabalho, que tornou-se agora competente para processar e julgar as ações oriundas das relações de trabalho (art. 114, I, da CF/1988). Anteriormente, talvez fosse mais correto dizer que e justiça do trabalho seria a “justiça do emprego”, pois era somente das relações de emprego que esta tratava. Agora, a Justiça Trabalhista brasileira passa a ter competência sobre as relações de trabalho em sentido amplo. Com a Emenda de 2004, ela passa a ter jurisdição sobre qualquer relação de trabalho, mesmo que esta não envolva subordinação jurídica. Assim, trabalhadores como pedreiros, pintores, técnicos de informática, e outros que sejam autônomos irão buscar seus direitos na Justiça do Trabalho.